# فهرست فیلم‌های سینمای هند ۲۰۲۴
فهرست فیلم‌های سینمای هند ۲۰۲۴ (انگلیسی: List of Hindi films of 2024) فهرست فیلم‌های هندی است که در سال ۲۰۲۴ به نمایش درآمده‌اند.

## درآمد حاصل از فروش بلیت
پرفروش‌ترین فیلم‌های سینمای هند در سال ۲۰۲۴ بر حسب درآمد گیشه فروش در جهان طبق جدول ذیل است.
| رتبه | نام فیلم                 | شرکت تولیدکننده                                                              | توزیع کننده                                    | فروش جهانی        | منبع         |
| ---- | ------------------------ | ---------------------------------------------------------------------------- | ---------------------------------------------- | ----------------- | ------------ |
| ۱    | زن ۲ (فیلم)              | - مدوک فیلمز - جیو استودیوز                                                  | - پی‌وی‌آر اینوکس پیکچرز - پن مارودار انترتینمنت | ۸۷۴٫۵۸ کرور روپیه | [ ۱ ] [ ۲ ]  |
| ۲    | هزار تو ۳                | - تی-سریز فیلمز - سینِ ۱ استودیوز                                             | ای‌ای فیلمز                                     | ۴۲۳٫۸۵ کرور روپیه | [ ۳ ] [ ۲ ]  |
| ۳    | دوباره سینگهام           | - ریلاینس انترتینمنت - جیو استودیوز - روهیت شتی پیکچرز - دفگن فیلمز - سینرجی | پی‌وی‌آر اینوکس پیکچرز                           | ۳۸۹٫۶۴ کرور روپیه | [ ۴ ] [ ۲ ]  |
| ۴    | جنگنده                   | - وایاکام۱۸ استودیوز - مارفلیکس پیکچرز                                       | وایاکام۱۸ استودیوز                             | ۳۴۴٫۴۶ کرور روپیه | [ ۵ ] [ ۲ ]  |
| ۵    | شیطان                    | - جیو استودیوز - دفگن فیلمز - پانوراما استودیوز                              | پانوراما استودیوز                              | ۲۱۱٫۰۶ کرور روپیه | [ ۶ ] [ ۲ ]  |
| ۶    | خدمه                     | - بالاجی موشن پیکچرز - آنیل کاپور فیلمز و کامیونیکیشن نتورک                  | پن مارودار انترتینمنت                          | ۱۵۷٫۰۸ کرور روپیه | [ ۷ ] [ ۲ ]  |
| ۷    | حرف‌هات منو به دام انداخت | - مدوک فیلمز - جیو استودیوز                                                  | پن مارودار انترتینمنت                          | ۱۳۳٫۶۴ کرور روپیه | [ ۸ ] [ ۲ ]  |
| ۸    | مونجیا                   | مدوک فیلمز                                                                   | پن مارودار انترتینمنت                          | ۱۳۲٫۱۳ کرور روپیه | [ ۹ ] [ ۲ ]  |
| ۹    | خبر بد                   | - دارما پروداکشنز - لئو مدیا کلکتیو - آمازون پرایم                           | ای‌ای فیلمز                                     | ۱۱۵٫۷۴ کرور روپیه | [ ۱۰ ] [ ۲ ] |
| ۱۰   | ماده ۳۷۰                 | - بی۶۲ استودیوز - جیو استودیوز                                               | پی‌وی‌آر اینوکس پیکچرز                           | ۱۱۰٫۵۷ کرور روپیه | [ ۱۱ ] [ ۲ ] |

## ژانویه-مارس
| شروع   | شروع                                            | نام فیلم                                     | کارگردان                                                                                 | بازیگران                                                                                            | استودیو (شرکت فیلمسازی)                                 | مرجع.  |
| ------ | ----------------------------------------------- | -------------------------------------------- | ---------------------------------------------------------------------------------------- | --------------------------------------------------------------------------------------------------- | ------------------------------------------------------- | ------ |
| ژانویه | ۵                                               | از آتشت توبه کن                              | آکاشادیتیا لاما                                                                          | جاتین کورانا آمیشا پاتل آنجلا کریسلینزکی                                                            | شریرام پروداکشنز، ویکتوریوس انترپرایزز                  | [ ۱۲ ] |
| ژانویه | ۱۲                                              | کریسمس مبارک                                 | سریرام راغوان                                                                            | کاترینا کایف ویجی ستوپاتی                                                                           | صنایع تیپس، مچ‌باکس پیکچرز                               | [ ۱۳ ] |
| ژانویه | ۱۹                                              | من آتال هستم                                 | راوی جادهاو                                                                              | پانکاج تریپاتی                                                                                      | بانوشالی استودیوز، لگند استودیوز                        | [ ۱۴ ] |
| ژانویه | ۲۵                                              | جنگنده                                       | سیدهارت آناد                                                                             | ریتیک روشن دیپیکا پادوکونه آنیل کاپور                                                               | وایاکام۱۸ استودیوز، مارفلیکس پیکچرز                     | [ ۱۵ ] |
| فوریه  |                                                 |                                              |                                                                                          | |                                                         |        |
| ۹      | حرف‌هات منو به دام انداخت                        | آمیت جوشی آرادانا ساه (Aradhana Sah)         | شاهد کاپور کریتی سانون درمندرا دیمپل کاپادیا                                             | مدوک فیلمز، جیو استودیوز                                                                            | [ ۱۶ ]                                                  |        |
| ۹      | شکارچی                                          | پولکیت                                       | بومی پدنکار سانجای میشرا سای تامانکار آدیتا سیرواستاو                                    | رد چیلیز انترتینمنت، نتفلیکس                                                                        | [ ۱۷ ]                                                  |        |
| ۹      | لانترانی                                        | گورویندر سینگ کاوشیک گانگولی باسکار هازاریکا | جیتندرا کومار جیشو سنگوپتا جانی لور نیمیشا ساجایان سانجای ماهاناند بولورام داس           | نیلجای فیلمز، تیچه فیلمز میدیا سولوشنز، زی۵                                                         | [ ۱۸ ]                                                  |        |
| ۱۶     | (Dashmi) داشمی                                  | شانتانو آنانت تامبِ                           | واردان پوری گاوراو سارین سانجای پاندی راجش جایس (Rajesh Jais)                            | ۳اِس موویز                                                                                           | [ ۱۹ ]                                                  |        |
| ۱۶     | (Kuch Khattaa Ho Jaay بیا یه چیز ترش مزه بگیریم | جی اشوک                                      | گُرو رانداوا سایی مانجرکار انوپم کهیر ایلا آرون                                           | مچ فیلمز                                                                                            | [ ۲۰ ]                                                  |        |
| ۲۳     | کرک                                             | آدیتیا دات                                   | ویدیوت جاموال نورا فتحی آرجون رامپال ایمی جکسون                                          | اکشن هیرو فیلمز                                                                                     | [ ۲۱ ]                                                  |        |
| ۲۳     | ماده ۳۷۰                                        | آدیتیا سوهاس جمباله                          | یامی گوتام پریامانی اسکند تاکور آشوینی کائول وایباو تاتواوادی آرون گوویل کیران کارمارکار | جیو استودیوز، بی۶۲ استودیوز                                                                         | [ ۲۲ ]                                                  |        |
| ۲۳     | (All India Rank) رتبه تمام هند                  | وارون گرُور                                   | بودیساتوا شارما سامتا سودیکشا شبا چادها گیتا آگراوال نیراج آیوش پاندی                    | | [ ۲۳ ]                                                  |        |
| مارس   | ۱                                               | خانم‌های گمشده                                | کیران رائو                                                                               | راوی کیشان نیتانشی گوئل پراتیبا رانتا اسپارش سریواستاو چایا کادام                                   | امیر خان پروداکشنز، کیندلینگ پیکچرز، جیو استودیوز       | [ ۲۴ ] |
| مارس   | ۱                                               | شورش                                         | بوجای نامبیار                                                                            | هارشواردان رانه ایهان بات نیکیتا دوتا تی‌جی بانو                                                     | تی-سریز، روکس مدیا، گیت‌وی پیکچرز                        | [ ۲۵ ] |
| مارس   | ۱                                               | عملیات ولنتاین                               | شاکتی پراتاپ سینگ هادا                                                                   | وارون تج مانوشی چیلار                                                                               |                                                         | [ ۲۶ ] |
| مارس   | ۱                                               | کاغذ ۲                                       | وی. کی. پراکاش                                                                           | انوپم کهیر دارشان کومار Smiriti Kalra ساتیش کایشیک نینا گوپتا                                       |                                                         | [ ۲۷ ] |
| مارس   | ۱                                               | قوم پری                                      | کاران گور                                                                                | راشیکا دوگال موکول چادا چندراچور رای                                                                |                                                         | [ ۲۸ ] |
| مارس   | ۸                                               | شیطان                                        | ویکاس باهل                                                                               | اجی دیوگن رانگاتان مدهوان جیوتیکا                                                                   |                                                         | [ ۲۹ ] |
| مارس   | ۸                                               | عزیزم چه اتفاقی واسه تو پیش میاد             | بالویندر سینگ جانجوا                                                                     | راندیپ هودا ایلینیا دی‌کروز کارات کوندرا                                                             |                                                         | [ ۳۰ ] |
| مارس   | ۸                                               | آلفا بتا گاما                                | شانکار سری‌کومار                                                                          | نیشان آمیت کومار واشیت رینا آگاروال                                                                 |                                                         | [ ۳۱ ] |
| مارس   | ۱۵                                              | جنگجو                                        | ساگار آمبره پوشکار اوجها                                                                 | سیدارت مالهوترا راشی خانا دیشا پاتانی                                                               |                                                         | [ ۳۲ ] |
| مارس   | ۱۵                                              | باستار: داستان ناکسال                        | سودیپتو سن                                                                               | آدا شارما شیلپا شوکلا یاشپال شارما سوبرات دوتا رایما سن                                             | سان‌شاین پیکچرز                                          | [ ۳۳ ] |
| مارس   | ۱۵                                              | قتل مبارک                                    | هومی آداجانیا                                                                            | سارا علی‌خان پانکاج تریپاتی ویجی ورما دیمپل کاپادیا کاریشما کاپور سانجای کاپور تیسکا چوپرا سهیل نایر | مدوک فیلمز، نتفلیکس                                     | [ ۳۴ ] |
| مارس   | ۲۱                                              | آه وطن وطن من                                | کانان آیر                                                                                | سارا علی‌خان اسپارش سریواستاوا آناند تیواری بندیکت گریت الکس اُنیل آبای ورما                          | دارما پروداکشنز آمازون پرایم ویدئو                      | [ ۳۵ ] |
| مارس   | ۲۲                                              | مدگاون اکسپرس                                | کونال خمو                                                                                | دیوی‌یندو پراتیک گاندی آویناش تیواری نورا فتحی اوپندرا لیمایه چایا کادام                             | اکسل انترتینمنت                                         | [ ۳۶ ] |
| مارس   | ۲۲                                              | سواتانتریا ویر سورکار                        | راندیپ هودا                                                                              | راندیپ هودا آنکیتا لوکانده آمیت سیال                                                                |                                                         | [ ۳۷ ] |
| مارس   | ۲۹                                              | خدمه                                         | راجش ای کریشنان                                                                          | تابو کارینا کاپور خان کریتی سانون دیلجیت دوسانجه                                                    | بالاجی موشن پیکچرز، آنیل کاپور فیلمز و کامینیکیشن نت‌ورک | [ ۳۸ ] |
| مارس   | ۲۹                                              | چه روزهایی بود                               | ساجد علی                                                                                 | روهیت صراف آدارش گوراو سانجانا سنگهی                                                                |                                                         | [ ۳۹ ] |
| مارس   | ۲۹                                              | پاتنا شوکلا                                  | ویوک بوداکوتی                                                                            | راوینا تاندون ماناو ویج                                                                             |                                                         | [ ۴۰ ] |
| مارس   | ۲۹                                              | بنگال ۱۹۴۷                                   | آکشادیتیا لاما                                                                           | دوولینا باتاچارجی اومکار داس مانیکپوری آدیتیا لاکیا سهیلا کاپور                                     |                                                         | [ ۴۱ ] |

## آوریل-ژوئن
| شروع  | شروع | نام فیلم                                                       | کارگردان                                    | بازیگران                                                                                           | استودیو (شرکت فیلمسازی)                                   | مرجع.  |
| ----- | ---- | -------------------------------------------------------------- | ------------------------------------------- | -------------------------------------------------------------------------------------------------- | --------------------------------------------------------- | ------ |
| آوریل | ۵    | دکان                                                           | سیدارت–گاریما                               | مونیکا پانوار سیکندار کهیر منالی تاکور                                                             |                                                           | [ ۴۲ ] |
| آوریل | ۱۱   | استاد بزرگ استاد کوچک                                          | علی عباس ظفر                                | اکشی کومار تایگر شروف پریتویراج سوکوماران مانوشی چیلار آلایا فورینتورووالا سوناکشی سینها رونیت روی | پوجا انترتینمنت، ای‌ای‌زد فیلمز                             | [ ۴۳ ] |
| آوریل | ۱۱   | میدان                                                          | آمیت شارما                                  | اجی دیوگن پریامانی گاجراج رائو                                                                     |                                                           | [ ۴۴ ] |
| آوریل | ۱۲   | امر سینگ چمکیلا                                                | امتیاز علی                                  | دیلجیت دوسانجه پرینیتی چوپرا                                                                       |                                                           | [ ۴۵ ] |
| آوریل | ۱۲   | امینه                                                          | کومار راج                                   | ریکا رانا آنانت ماهادوان                                                                           | کومار راج پروداکشنز                                       | [ ۴۶ ] |
| آوریل | ۱۲   | زندگی گورایا                                                   | گابریل وتس (Gabriel Vats)                   | ادا سینگ اومکار داس مانیکپوری شگفته علی پانکاج جیها سیما ساینی                                     |                                                           | [ ۴۷ ] |
| آوریل | ۱۶   | سکوت ۲: تیراندازی در کافه جغد شب                               | آبان باروچا دوهانس                          | مانوج باجپایی پراچی دسای ساحل وید پارل گلاتی شروتی باپنا                                           | زی استودیوز، کاندید کریشنز، زی۵                           | [ ۴۸ ] |
| آوریل | ۱۹   | عشق، سکس و خیانت ۲                                             | دیباکار بانرجی                              | مونی روی نیمریت کائور اهلولی توشار کاپور اورفی جاوید سوفی چوداری                                   | بالاجی تله‌فیلم، کالت موویز، دی‌بی‌پی                        | [ ۴۹ ] |
| آوریل | ۱۹   | دو و دو عشق                                                    | شیرشا گوها تاکورتا                          | ویدیا بالن پراتیک گاندی ایلیانا دی‌کروز سندهیل رامامورثی                                            |                                                           | [ ۵۰ ] |
| آوریل | ۱۹   | کار در حال انجام است                                           | پالاش موچال                                 | راجپال یاداو جیا مانک کورنگی ناگراج                                                                | بیس‌لاین استودیوز، پال موزیک و فیلمز، زی۵                  | [ ۵۱ ] |
| آوریل | ۱۹   | Luv You Shankar                                                | راجیو اس. رؤیا                              | شریاس تالپاده تانیشا موکرجی ابیمانیو سینگ همانت پاندی                                              | اس‌دی ورلد فیلم پروداکشن                                   | [ ۵۲ ] |
| آوریل | ۱۹   | میراث جینشوار                                                  | پرادیپ پی. جدهاو ویوک آیر                   | شبهام ویاس سورندرا پال آنیل لالوانی مانیش بیشلا                                                    |                                                           | [ ۵۳ ] |
| آوریل | ۲۶   | روسلان                                                         | کاران بوتانی                                | آیوش شارما سوشری شربا میشرا جاگاپاتی بو ویدیا مالواده                                              | سری ساتیا سای آرتس                                        | [ ۵۴ ] |
| آوریل | ۲۶   | (Main Ladega)مبارزه خواهم کرد                                  | گوراو رانا                                  | اکاش پراتاپ سینگ                                                                                   |                                                           | [ ۵۵ ] |
| مه    | ۱۰   | سریکانت                                                        | توشار هیراناندانی                           | راجکومار رائو جیوتیکا آلایا فورینتورووالا شاراد کلکار                                              | تی-سریز فیلمز، چاک اِن چیز فیلمز                           | [ ۵۶ ] |
| مه    | ۱۰   | تیپسی                                                          | دیپاک تیجوری                                | دیپاک تیجوری ناتاشا سوری کاینات ارورا نازیه حسین آلانکریتا سهای سونیا بیرجی                        | راجو چاندا وِیو سینما، آلیانس پروداکشنز ایندیا، بلَک کانواس | [ ۵۷ ] |
| مه    | ۱۷   | کارتام بوگتام                                                  | سوهام شاه                                   | شریاس تالپاده ویجای راز مادهو آکشا پارداسانی                                                       |                                                           | [ ۵۸ ] |
| مه    | ۲۴   | بایا جی                                                        | آپورو سینگ کارکی                            | مانوج باجپایی سوویندر ویکی جاتین گوسوامی ویپین شارما زویا حسین                                     |                                                           | [ ۵۹ ] |
| مه    | ۳۱   | آقا و خانم ماهی                                                | شاران شارما                                 | راجکومار رائو جانوی کاپور                                                                          | زی استودیوز، دارما پروداکشنز                              | [ ۶۰ ] |
| مه    | ۳۱   | ساوی                                                           | آبینای دئو                                  | آنیل کاپور دیویا خوسلا کومار هارشواردان رانه                                                       | تی-سریز فیلمز، ویشِش انترتینمنت، میشتی پروداکشنز           | [ ۶۱ ] |
| مه    | ۳۱   | چوتا بیم و معضل دامیان (Chhota Bheem And The Curse of Damyaan) | راجیو چیلاکا                                | انوپم کهیر ماکاراند دشپانده سانجای بیسنوی سوربهی تیواری یاگیا باسین                                | گرین گلد انیمیشن                                          | [ ۶۲ ] |
| مه    | ۳۱   | یک و نیم بیگا زمین (Dedh Bigha Zameen)                         | پولکیت                                      | پراتیک گاندی خوشالی کومار                                                                          | کارما مدیا اَند انترتینمنت، جیوسینما                       | [ ۶۳ ] |
| مه    | ۳۱   | خانه دروغ                                                      | سومیترا سینگ                                | سانجای کاپور Ssmilley Suri سیمران کائور سوری هیتن پاینتال                                          |                                                           | [ ۶۴ ] |
| ژوئن  | ۷    | مالهر                                                          | ویشال کومبار                                | شریب هاشمی آنجالی پاتیل ریشی ساکسنا محمد صمد شرینیواس پوکاله                                       | وی موشن پیکچرز                                            | [ ۶۵ ] |
| ژوئن  | ۷    | باجرنگ و علی                                                   | جایویر                                      | ساچین پاریک گوراو شانکار                                                                           | اوترآپ فیلمز                                              | [ ۶۶ ] |
| ژوئن  | ۷    | خاموشی                                                         | دیوانگ شاشین باوسَر                          | ویکرانت مسی مونی روی سونیل گروور                                                                   | ۱۱:۱۱ پروداکشنز، جیو استودیوز                             | [ ۶۷ ] |
| ژوئن  | ۷    | مونجیا                                                         | آدیتیا سارپوتدار                            | شارواری آبهای ورما مونا سینگ                                                                       | مدوک فیلمز                                                | [ ۶۸ ] |
| ژوئن  | ۷    | فولی                                                           | آویناش دیانی                                | آویناش دیانی سوروچی ساکلانی ریا بالونی                                                             | پادما سیدهی فیلمز، دریم اسکای کریشنز                      | [ ۶۹ ] |
| ژوئن  | ۱۴   | قهرمان چاندو                                                   | کبیر خان                                    | کارتیک آریان                                                                                       | نادیادوالا گرندسون انترتینمنت، کبیر خان فیلمز             | [ ۷۰ ] |
| ژوئن  | ۱۴   | (Manihar) النگو فروش                                           | سانجیو کومار راجپوت                         | بدرول اسلام پانکاج بری                                                                             | جای شری مووی پروداکشن                                     | [ ۷۱ ] |
| ژوئن  | ۱۴   | ازدواج سنتی لاو                                                | عشرت آر. خان                                | سانی سینگ اونیت کائور آنو کاپور سوپریا پاتاک راجپال یاداو                                          |                                                           | [ ۷۲ ] |
| ژوئن  | ۲۱   | رابطه ریباند در عشق عاشقانه (Ishq Vishk Rebound)               | نیپون دارمادیکاری                           | روحیت صراف پشمینا روشن جیبران خان نایلا گریوال                                                     | صنایع تیپس                                                | [ ۷۳ ] |
| ژوئن  | ۲۱   | ماهاراج                                                        | سیدارت پی. مالهوترا                         | جنید خان جایدیپ اهلاوات شالینی پاندی شارواری                                                       | یاش راج فیلمز، نتفلیکس                                    | [ ۷۴ ] |
| ژوئن  | ۲۱   | ما دوازده نفر                                                  | کمال چاندرا                                 | آنو کاپور پارت سامتان مانوج جوشی                                                                   | رادیکا جی فیلم، نیوتک مدیا انترتینمنت                     | [ ۷۵ ] |
| ژوئن  | ۲۱   | اجدادی (Pushtaini)                                             | وینود راوات                                 | وینود راوات هیمانت پاندی شاشی بوشان                                                                | لوتوس داست پیکچرز                                         | [ ۷۶ ] |
| ژوئن  | ۲۱   | دانشگاه ملی جهانگیر                                            | وینای شارما                                 | Siddharth Bodke اورواشی رائوتلا راشامی دسای پیوش میشرا راوی کیشان                                  | ماهاکال موویز                                             | [ ۷۷ ] |
| ژوئن  | ۲۸   | راز شبانه                                                      | آناند سوراپور                               | نوازالدین صدیقی راجش کومار نارایانی شاستری آتول تیواری                                             | زی استودیوز، Phat Phish Records. زی۵                      | [ ۷۸ ] |
| ژوئن  | ۲۸   | دختری از شرماجی (Sharmajee Ki Beti)                            | (Tahira Kashyap Khurana) طاهره کاشیاپ کُرانا | دیویا دوتا ساکشی تنور سایامی کر شریب هاشمی                                                         |                                                           | [ ۷۹ ] |
| ژوئن  | ۲۸   | کوکی                                                           | پراناب جی دِکا                               | Ritisha Khaund راجش تایلانگ رینا رانی دیپانیتا شارما دوولینا باتاچارجی                             |                                                           | [ ۸۰ ] |

## ژوئیه-سپتامبر
| شروع    | شروع | نام فیلم                  | کارگردان          | بازیگران | استودیو (شرکت فیلم‌سازی)                                            | مرجع.         |
| ------- | ---- | ------------------------- | ----------------- | --- | ------------------------------------------------------------------ | ------------- |
| ژوئیه   | ۵    | کشتن                      | نیکیل ناگش بات    | لاکشیا Raghav Juyal تانیا مانیکتالا | لاینزگیت فیلمز، رودساید اترکشنز، دارما پروداکشنز، سیکیا انترتینمنت | [ ۸۱ ]        |
| ژوئیه   | ۱۰   | پنجاب وحشی وحشی           | سیمارپریت سینگ    | وارون شارما سانی سینگ منجوت سینگ جسی گیل پاترالکا پل ایشیتا راج شارما                                                                              | تی-سریز فیلمز، لاو فیلمز، نتفلیکس                                  | [ ۸۲ ]        |
| ژوئیه   | ۱۲   | دیوانه                    | سودا کونگارا      | آکشی کومار پارش راوال رادیکا مادان |                                                                    | [ ۸۳ ]        |
| ژوئیه   | ۱۲   | کاکودا                    | Aditya Sarpotdar  | ریتیش دشموک سوناکشی سینها ثاقب سلیم | آراس‌وی‌پی موویز، زی۵                                                | [ ۸۴ ]        |
| ژوئیه   | ۱۹   | خبر بد                    | آناند تیواری      | ویکی کائوشال تریپتی دیمری آمی ویرک نیها دوپیا | دارما پروداکشنز، لئو مدیا کُلکتیو، آمازون پرایم ویدئو               | [ ۸۵ ]        |
| ژوئیه   | ۱۹   | حادثه یا توطئه: گودرا     | ام. کی شیواکش     | رانویر شوری مانوج جوشی |                                                                    | [ ۸۶ ]        |
| ژوئیه   | ۲۶   | عشق خونین                 | ویکرام بات        | آویکا گور وردان پوری | هاره کریشنا مدیا تک، هاوس‌فول موشن پیکچرز، دیزنی پلاس هات‌استار      | [ ۸۷ ]        |
| اوت     | ۲    | بقیه کجا جرئت داشتند      | نیراج پاندی       | اجی دیوگن تابو جیمی شرگیل شانتانو ماهشواری سایی مانجرکار                                                                                           | فرایدی فیلم‌ورکز، پانوراما استودیوز، ان‌اچ استودیوز                  | [ ۸۸ ]        |
| اوت     | ۲    | درهم‌تنیده                 | سودهانشو ساریا    | جانوی کاپور گلشن دوایا راجش تایلانگ میانگ چانگ روشن متیو                                                                                           | جونگلی پیکچرز                                                      | [ ۸۹ ]        |
| اوت     | ۹    | عالیه باسو گم شده         | پریتی سینگ        | وینای پاتاک رایما سن سلیم دیوان |                                                                    | [ ۹۰ ]        |
| اوت     | ۹    | دلبر زیبا برگشت           | جیپراد دسای       | تاپسی پانو ویکرانت مسی سانی کائوشال جیمی شرگیل | تی-سریز فیلمز، کالر یلو پروداکشنز، نتفلیکس                         | [ ۹۱ ]        |
| اوت     | ۹    | اسب سواری                 | بینوی گاندی       | سانجی دات راوینا تاندون پارت سامتان خوشالی کومار                                                                                                   | تی-سریز فیلمز، کیپ دریمینگ پیکچرز، جیوسینما                        | [ ۹۲ ]        |
| اوت     | ۹    | مزاحم                     | سوسی گانسان       | اورواشی رائوتلا وینیت کومار سینگ آکشی اوبروی |                                                                    | [ ۹۳ ]        |
| اوت     | ۱۵   | برای سرگرمی               | موداسار عزیز      | آکشی کومار تاپسی پانو فردین خان وانی کاپور امی ویرک پراگیا جایسوال آدیتیا سیال                                                                     |                                                                    | [ ۹۴ ]        |
| اوت     | ۱۵   | ودا                       | نیکیل آدوانی      | جان آبراهام تمنا باتیا شارواری آبیشک بانرجی |                                                                    | [ ۹۵ ]        |
| اوت     | ۱۵   | زن ۲                      | اَمَر کاوشیک        | شرادها کاپور راجکومار رائو آپارشاکتی کورانا پانکاج تریپاتی آبیشک بانرجی                                                                            | مدوک فیلمز، جیو استودیوز                                           | [ ۹۶ ] [ ۹۷ ] |
| اوت     | ۲۳   | تدبیر                     | ویوک آنچالیا      | آمیت سیال Arisht Jain Aarohi Saud Divyansh Dwivedi نایان بات                                                                                       | جیو استودیوز، جیوسینما                                             | [ ۹۸ ]        |
| اوت     | ۳۰   | داستان عروسی              | ابیناو پاریک      | وایبهاو تَتوَوادی موکتی موهان لاکشویر سینگ ساران مونیکا چاودهاری آکشی آناند                                                                          |                                                                    | [ ۹۹ ]        |
| اوت     | ۳۰   | Pad Gaye Pange            | سانتوش کومار      | سمرپان سینگ راجپال یاداو راجش شارما فیصل ملیک |                                                                    | [ ۱۰۰ ]       |
| سپتامبر | ۶    | انفجار                    | کوکی گولاتی       | ریتیش دشموک فردین خان پریا باپات کریستال دی‌سوزا | وایت فیدر فیلمز، جیوسینما                                          | [ ۱۰۱ ]       |
| سپتامبر | ۱۳   | قتل‌های باکینگهام          | هانسال مهتا       | کارینا کاپور خان اَش تاندون رانویر برار کیت آلن | بالاجی موشن پیکچرز، تی‌بی‌ام فیلمز                                   | [ ۱۰۲ ]       |
| سپتامبر | ۱۳   | بخش ۳۶                    | آدیتیا نیم‌بالکار  | ویکرانت مسی دیپاک دوبریال | مدوک فیلمز، جیو استودیوز، نتفلیکس                                  | [ ۱۰۳ ]       |
| سپتامبر | ۱۳   | برلین                     | آتول ساباروال     | ایشواک سینگ آپارشاکتی کورانا راهول بس آنوپریا گوئنکا کبیر بدی                                                                                      |                                                                    | [ ۱۰۴ ]       |
| سپتامبر | ۱۵   | Adbhut                    | صبیر خان          | نوازالدین صدیقی دیانا پنتی شریا دانوانتری روهان مهرا                                                                                               | سونی پیکچرز اینترنشنال پروداکشنز، صبیر خان فیلمز، سونی مَکس         | [ ۱۰۵ ]       |
| سپتامبر | ۲۰   | کجا شروع شد کجا تموم میشه | ساوراب داسگوپتا   | دهوانی بانوشالی آشیم گولاتی سوپریا پیلگانکار راکش بدی سونالی ساچدیو راجش شارما آکیلندرا میشرا چیترنجان تریپاتی ویکرام کوچر هیمانش کوهلی ویکاس ورما |                                                                    | [ ۱۰۶ ]       |
| سپتامبر | ۲۰   | یودرا                     | راوی اودیاور      | سیددانت چاتورودی مالاویکا موهانان راگاو جویال گجراج رائو رام کاپور                                                                                 | اکسل انترتینمنت                                                    | [ ۱۰۷ ]       |
| سپتامبر | ۲۰   | جرم مواد مخدر و گانگسترها | راجکومار پاترا    | راجکومار پاترا راکی پوپکومار پاترا یودی مونی پانکاج                                                                                                |                                                                    | [ ۱۰۸ ]       |
| سپتامبر | ۲۰   | چیزی که برای توئه مال منه | راج تریودی        | پارش راوال آمیت سیال فیصل ملیک سونالی کولکارنی سونالی سیگال                                                                                        | جی‌ای‌آر پیکچرز، جیو استودیوز، جیوسینما                              | [ ۱۰۹ ]       |
| سپتامبر | ۲۷   | عشق، ستاره                | واندانا کاتاریا   | سوبهیتا دولیپالا راجیو سیدارتا سونالی کولکارنی بی. جایاشری ویرجینیا رودریگز سنجای بوتیانی تامارا دی‌سوزا ریجول رای                                  | آراس‌وی‌پی موویز، زی۵                                                | [ ۱۱۰ ]       |
| سپتامبر | ۲۷   | بینی و خانواده            | Ssanjay Tripaathy | آنجینی داوان پانکاج کاپور راجش کومار چارو شانکار هیمانی شیوپوری نامان تریپاتی                                                                      | بالاجی موشن پیکچرز، مهاویر جین فیلمز، وِیو باند پروداکشنز           | [ ۱۱۱ ]       |

## اکتبر-دسامبر
| شروع   | شروع | نام فیلم                     | کارگردان             | بازیگران                                                                                          | استودیو (شرکت فیلمسازی)                                                     | مرجع.   |
| ------ | ---- | ---------------------------- | -------------------- | ------------------------------------------------------------------------------------------------- | --------------------------------------------------------------------------- | ------- |
| اکتبر  | ۴    | کنترل                        | ویکرامادیتیا موتوانی | آنانیا پاندی ویهان سمات                                                                           |                                                                             | [ ۱۱۲ ] |
| اکتبر  | ۴    | داستان عشق عمار و پرم        | هاردیک گجار          | سانی سینگ آدیتیا سیال پرانوتان باهل                                                               | هاردیک گجار فیلمز، بَکبِنچرز پیکچرز پروداکشن، جیو پلتفرمز، جیوسینما           | [ ۱۱۳ ] |
| اکتبر  | ۴    | امضا                         | گاجندرا آهیر         | انوپم کهیر ماهیما چودری نینا کولکرنی آنو کاپور رانویر شوری                                        | انوپم کهیر استودیو، زی۵                                                     | [ ۱۱۴ ] |
| اکتبر  | ۱۱   | شجاعت                        | واسان بالا           | عالیا بات ودانگ راینا                                                                             | وایاکام۱۸ استودیوز، دارما پروداکشنز، اترنال سانشاین پروداکشنز               | [ ۱۱۵ ] |
| اکتبر  | ۱۱   | ویدیوی خصوصی ویکی و ویدیا    | راج شاندیلیا         | راجکومار رائو تریپتی دیمری                                                                        |                                                                             | [ ۱۱۶ ] |
| اکتبر  | ۱۸   | Aayushmati Geeta Matric Pass | پرادیپ خیروار        | کاشیکا کاپور انجو ساینی اتول سریواستاو الکا امین                                                  |                                                                             | [ ۱۱۷ ] |
| اکتبر  | ۲۵   | دو کارت                      | شاشانکا چاتورودی     | کاجول کریتی سانون شهیر شیخ تانوی عظمی بریجندرا کالا ویوک موشران پراچی شاه پاندیا                  | کاتا پیکچرز، بلو باترفلای فیلمز، نتفلیکس                                    | [ ۱۱۸ ] |
| اکتبر  | ۲۵   | بندا سینگ چوداری             | آبیشک ساکسنا         | ارشد حسین وارثی مهر ویج                                                                           |                                                                             | [ ۱۱۹ ] |
| اکتبر  | ۲۵   | برادران میراندا              | سانجی گوپتا          | هارشواردان رانه میزان جعفری                                                                       | وایت فیدر فیلمز، جیوسینما                                                   | [ ۱۲۰ ] |
| اکتبر  | ۲۵   | Navras Katha Collage         | پراوین هینگونیا      | پراوین هینگونیا شبا چادها راجش شارما الکا امین رواتی پیلای                                        |                                                                             | [ ۱۲۱ ] |
| نوامبر | ۱    | هزار تو ۳                    | آنیس بازمی           | کارتیک آریان ویدیا بالن مادهوری دیکشیت تریپتی دیمری                                               |                                                                             | [ ۱۲۲ ] |
| نوامبر | ۱    | دوباره سینگهام               | روهیت شتی            | اجی دیوگن آکشی کومار رانویر سینگ تایگر شروف کارینا کاپور خان دیپیکا پادوکونه آرجون کاپور جکی شروف | جیو استودیوز، ریلاینس انترتینمنت، سینرژی، آجای دفگن فیلمز، روهیت شتی پیکچرز | [ ۱۲۳ ] |
| نوامبر | ۸    | ویجای ۶۹                     | آکشی روی             | انوپم کهیر چانکی پاندی میهیر آهوجا                                                                | یاش راج فیلمز، نتفلیکس                                                      | [ ۱۲۴ ] |
| نوامبر | ۸    | اِلا                          | روشن فرناندز         | ایشا تالوار ماکاراند دشپانده سارانیا شارما                                                        | پراشو لند فیلمز                                                             | [ ۱۲۵ ] |
| نوامبر | ۸    | مشکل رؤیاها                  | دانش اَسلَم            | پراتیک بابار سایانی گوپتا کبری سایت                                                               | جیو استودیوز، باوجا استودیوز، جیوسینما                                      | [ ۱۲۶ ] |
| نوامبر | ۱۵   | گزارش سابارماتی              | دیراج سارنا          | ویکرانت مسی راشی خانا ریدهی دوگرا                                                                 | بالاجی موشن پیکچرز، ویکیر فیلمز                                             | [ ۱۲۷ ] |
| نوامبر | ۲۲   | نام                          | آنیس بازمی           | اجی دیوگن سمیرا ردی بومیکا چاولا راهول دو                                                         |                                                                             | [ ۱۲۸ ] |
| نوامبر | ۲۲   | میخوام حرف بزنم              | شوجیت سیرکار         | آبیشک باچان Ahilya Bamroo جانی لور                                                                |                                                                             | [ ۱۲۹ ] |
| نوامبر | ۲۹   | سرنوشت سکندر                 | نیراج پاندی          | جیمی شرگیل تمنا باتیا آویناش تیواری                                                               | فرایدی استوری‌تلرز، نتفلیکس                                                  | [ ۱۳۰ ] |
| دسامبر | ۶    | آتش                          | راهول دولاکیا        | پراتیک گاندی دیویندو سایامی کر جیتندرا جوشی سای تامانکار                                          | اکسل انترتینمنت، آمازون ام‌جی‌ام استودیوز                                     | [ ۱۳۱ ] |
| دسامبر | ۱۳   | Zero Se Restart              | ویدهو وینود چوپرا    | ویکرانت مسی مدا شانکار آنانت وی جوشی انشومان پوشکار                                               | وینود چوپرا فیلمز                                                           | [ ۱۳۲ ] |
| دسامبر | ۱۳   | گزارش                        | کانو بهل             | مانوج باجپایی شاهانا گوسوامی                                                                      | آراس‌وی‌پی موویز، زی۵                                                         | [ ۱۳۳ ] |
| دسامبر | ۲۰   | Vanvaas                      | آنیل شارما           | نانا پاتیکار اوتکارش شارما سیمرات کائور راجپال یاداو                                              | زی استودیوز، آنیل شارما پروداکشنز                                           | [ ۱۳۴ ] |
| دسامبر | ۲۵   | بیبی جان                     | کالیز                | وارون دهاوان کرتی سورش وامیکا گبی جکی شروف سانیا مالهوترا                                         |                                                                             | [ ۱۳۵ ] |
| دسامبر | ۲۵   | Kisko Tha Pata               | راتنا سینها          | اشنور کائو آکشای اوبروی عادل خان                                                                  | زی موزیک کمپانی                                                             | [ ۱۳۶ ] |

## نکات
1. ↑  Sorted based on the lowest value when figures are presented as a range, and for the same value, the older item is given a higher order.
2. 1 2  طبق اعلام سازندگان، فیلم همزمان به دو زبان هندی و تامیل تولید شد.
3. ↑  طبق اعلام سازندگان، فیلم همزمان به دو زبان هندی و تلوگو تولید شد.
4. ↑  طبق اعلام سازندگان، فیلم به‌طور همزمان به دو زبان هندی و مراتی تولید شد.